# Championnat du Malawi de football 2024
Navigation
Saison précédente Saison suivante
La saison 2024 du Championnat du Malawi de football est la trente-huitième édition de la Super League, le championnat de première division malawite. Elle se déroule sous la forme d’une poule unique avec seize formations, qui s’affrontent à deux reprises. En fin de saison, les trois derniers du classement sont relégués et remplacés par les trois meilleurs clubs de deuxième division malawite.
Le tenant du titre est le Nyasa Big Bullets FC.
En fin de saison les Silver Strikers terminent à la première place et remportent leur 9e titre de champion du Malawi.

## Les clubs participants
- Nyasa Big Bullets FC
- Moyale Barracks FC
- Silver Strikers
- Ekwendeni Hammers est renommé Mzuzu City Hammers
- Mighty Tigers FC
- Be Forward Wanderers
- Kamuzu Barracks FC
- CIVO United
- Karonga United
- Bangwe All Stars
- MAFCO
- Dedza Dynamos
- Chitipa United
- Creck Sporting - Promu de D2
- FOMO FC - Promu de D2
- Baka City - Promu de D2

## Compétition

### Classement
| Rang | Équipe                  | Pts | J  | G  | N  | P  | Bp | Bc | Diff |
| ---- | ----------------------- | --- | -- | -- | -- | -- | -- | -- | ---- |
| 1    | Silver Strikers         | 67  | 30 | 19 | 10 | 1  | 58 | 17 | +41  |
| 2    | Mighty Mukuru Wanderers | 58  | 30 | 17 | 7  | 6  | 57 | 19 | +38  |
| 3    | Nyasa Big Bullets FCT   | 55  | 30 | 14 | 13 | 3  | 42 | 20 | +22  |
| 4    | Mzuzu City Hammers      | 48  | 30 | 13 | 9  | 8  | 31 | 32 | -1   |
| 5    | CIVO United             | 43  | 30 | 11 | 10 | 9  | 35 | 27 | +8   |
| 6    | Creck Sporting P        | 42  | 30 | 10 | 12 | 8  | 44 | 33 | +11  |
| 7    | Karonga United          | 42  | 30 | 11 | 9  | 10 | 30 | 30 | 0    |
| 8    | Moyale Barracks FC      | 39  | 30 | 9  | 12 | 9  | 30 | 27 | +3   |
| 9    | MAFCO                   | 39  | 30 | 9  | 12 | 9  | 30 | 39 | -9   |
| 10   | Kamuzu Barracks FC      | 37  | 30 | 8  | 13 | 9  | 30 | 29 | +1   |
| 11   | Dedza Dynamos           | 36  | 30 | 7  | 15 | 8  | 32 | 31 | +1   |
| 12   | Mighty Tigers           | 35  | 30 | 8  | 11 | 11 | 26 | 38 | -12  |
| 13   | Chitipa United          | 29  | 30 | 7  | 8  | 15 | 35 | 46 | -11  |
| 14   | FOMO FC P               | 29  | 30 | 8  | 5  | 17 | 20 | 38 | -18  |
| 15   | Bangwe All Stars        | 27  | 30 | 6  | 9  | 15 | 17 | 34 | -17  |
| 16   | Baka City P             | 13  | 30 | 2  | 7  | 21 | 17 | 74 | -57  |

|  | Qualification pour la Ligue des champions de la CAF 2025-2026                            |
|  | Relégation directe en deuxième division                                                  |
|  | T : Tenant du titre C : Vainqueur de la Coupe du Malawi P : Club promu de Premier League |

- La coupe du Malawi est remportée par un club de deuxième division, le Blue Eagles FC[2].

## Bilan de la saison
| Championnat du Malawi de football 2024                             |                            |
| Champion                                                           | Silver Strikers (9e titre) |
| Coupes et trophées                                                 |                            |
| Vainqueur de la Coupe du Malawi 2024                               | Blue Eagles FC             |
| Qualifications continentales                                       |                            |
| Ligue des champions de la CAF 2025-2026                            | Silver Strikers            |
| Coupe de la confédération 2025-2026                                | aucun                      |
| Promotions et relégations                                          |                            |
| Promus en Super League                                             | Blue Eagles FC             |
| Promus en Super League                                             | Songwe Border United FC    |
| Promus en Super League                                             | Ekhaya FC                  |
| Relégués en Championnat du Malawi de football de deuxième division | FOMO FC                    |
| Relégués en Championnat du Malawi de football de deuxième division | Bangwe All Stars           |
| Relégués en Championnat du Malawi de football de deuxième division | Baka City                  |